# Stanisław Grzęda
Stanisław Grzęda (ur. 8 maja 1882 w Zębcowie, zm. 12 września 1939 w Paterku) – polski duchowny katolicki, działacz społeczny.

## Życiorys
Absolwent Królewskiego Gimnazjum w Ostrowie. Studiował teologię w Poznaniu i Gnieźnie. Święcenia kapłańskie przyjął w 1904 roku. Kanonik przy poznańskiej kolegiacie farnej św. Marii Magdaleny. Dziekan nakielski.
W latach 1908–1910 wydawał w Ostrowie miesięcznik Przyjaciel młodzieży. W 1909 wystąpił z inicjatywą założenia Ostrovii - pierwszego polskiego klubu piłkarskiego w Poznańskiem. W roku 1914 wydał podręcznik Jak pracować w towarzystwie młodzieży. Uczestnik spotkań ówczesnej ostrowskiej elity u Stefana Rowińskiego. W 1916 współorganizował Wydział Teologiczny Poznańskiego Towarzystwa Przyjaciół Nauk. Uczestniczył w powstaniu wielkopolskim. Był delegatem na Polski Sejm Dzielnicowy w Poznaniu w 1918 roku. W latach 1920–1927 członek Rady Głównej Towarzystwa Czytelni Ludowych.
2 maja 1923 został odznaczony Krzyżem Kawalerskim Orderu Odrodzenia Polski „za zasługi, położone dla Rzeczypospolitej Polskiej na polu pracy obywatelskiej”.
Rozstrzelany przez hitlerowców w Paterku (pow. wyrzyski), a w 1945 prochy ekshumowano i pochowano w Nakle.